# Сердюки

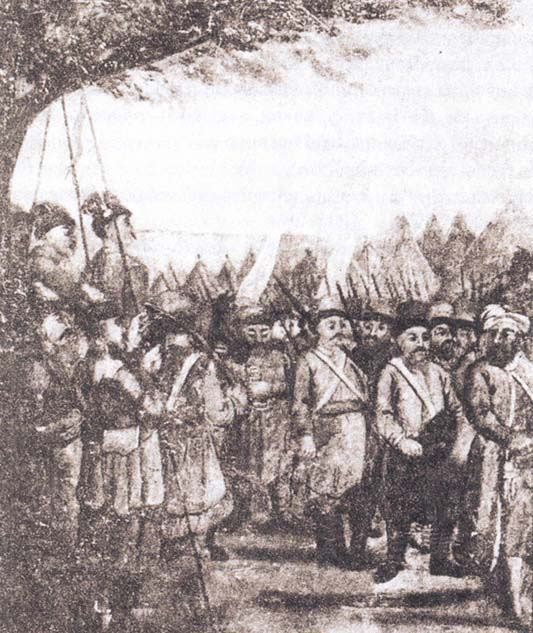
Сердюки. (Фрагмент картины неизвестного польского художника конца XVII века.)

Сердюки (от тур. sürtük «проводник, соглядатай», или сердитые, злые) — казаки наёмных пехотных полков на Правобережной, позже на Левобережной Украине в XVII—XVIII веке. 
Сердюцкие пехотные полки содержались за счёт гетманской казны и являлись личной охранной гвардией гетмана (Мазепины гвардейцы). Позже получали жалование, как и компанейцы, в Малороссийской коллегии.

## История
Первые упоминания в летописях об этих полках относятся к 1674 году. Можно предположить, что это войско было учреждено гетманом Петром Дорошенко.
Полки набирались из казаков и других охочих людей, в том числе иностранцев — поляков, сербов и молдаван. Можно считать, что они являлись личной гвардией гетманов и получали жалованье непосредственно от гетмана. В полку насчитывалось от 400 до 500 солдат (наёмников). Полки несли охрану гетманской резиденции, военных складов и войсковой артиллерии. По мере роста антифеодального движения сердюков стали посылать на подавление народных выступлений. Из-за этого и из-за высоких расходов на содержание этого войска отношение к ним было резко отрицательным.

В 1696 году киевский воевода князь Барятинский получил от стародубского жителя Суслова письмо, в котором тот пишет: «Начальные люди теперь в войске малороссийском все поляки. При Обидовском, племяннике Мазепы, нет ни одного слуги казака. У казаков жалоба великая на гетманов, полковников и сотников, что для искоренения старых казаков, прежние вольности их все отняли, обратили их себе в подданство, земли все по себе разобрали. Из которого села прежде на службу выходило казаков по полтораста, теперь выходит только человек по пяти или по шести. Гетман держит у себя в милости и призрении только полки охотницкие, компанейские и сердюцкие, надеясь на их верность, и в этих полках нет ни одного человека природного казака, все поляки[уточнить]…» — С. М. Соловьёв «Исторія Россіи», т. XIV. М.: 1962, кн. VII, стр. 597-598
При Мазепе было три полка сердюков. Они несли личную охрану гетмана и были расквартированы в Батурине и его окрестностях.

Кромѣ кон. полков появляется охочепѣхотный или так называемый «сердюцкій» полкъ; для личной охраны гетмана образуется своего рода гетманская гвардія — «компанія надворной хорогви». … Къ концу XVII ст. общее число компаніи и сердюцкихъ полковъ достигаетъ 7. … Вѣрными Петру В. остались лишь компанеи Чюгина, Колбасина и Хведькова и сердюки Бурляева. … , тогда какъ до 1709 г. существовало 5 компан. и 5 сердюц. пехотных полков. Въ 1726 г. сердюцкій полк был совершенно расформированъ— М. Соколовскій, Исторія 17-го гусар. Чернигов. п., рукопись; М. Слабченко, Малоросс. полкъ въ администр. отношеніи; Н. Стороженко, Охочеком. полк. Илья Новицкій, "Кіев. Стар." 1885 г.
Сердюцкие полки просуществовали до 14 июля 1726 года, после чего были распущены царским указом в связи с политикой ограничения гетманской власти, кумовства и воровства в Малой России.

Горе человеку, попадавшемуся в их руки! Лучшие чиновники содрогались, увидев у себя в доме кого-либо из этих гвардейцев, за ним присланного. Чернью они играли, как мячом, поэтому были ненавидимы народом. И войско не терпело их. При падении своём (в 1708 году, исключая одного полка, вернаго) сделались притчею в людях, избегшие участи смерти питались заработками самыми низкими: в народных банях, винокурнях, обратились в подёнщики.— Д. Н. Бантыш-Каменский «История Малой России»

## В литературе
Там, окруженный сердюками,
Вельможный гетман с старшинами
Скакал на вороном коне

[…]

Зовёт он [Мазепа] слуг надёжных,
Своих проворных сердюков.
Блестела в руке булава; вокруг сердюки; по сторонам шевелилось красное море запорожцев.